# Austin Davis
Austin Davis (Ringgold, 2 giugno 1989) è un ex giocatore di football americano e allenatore di football americano statunitense che allena i quarterback dei Seattle Seahawks della National Football League (NFL). Al college giocò a football alla Southern Mississippi University.

## Carriera professionistica

### St. Louis Rams
Dopo non essere stato scelto nel Draft NFL 2012, Davis firmò coi St. Louis Rams. Fu svincolato il 30 agosto 2012.

### Miami Dolphins
Il 10 settembre 2013, Davis firmò con la squadra di allenamento dei Miami Dolphins.

### Ritorno ai Rams

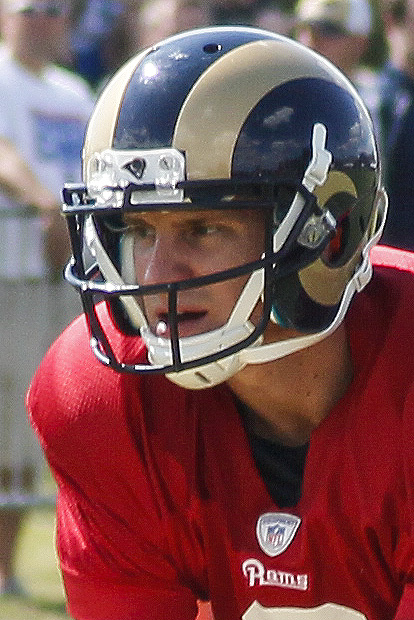
Davis coi Rams nel 2013

Il 22 ottobre 2013, Davis firmò per fare ritorno ai Rams dopo l'infortunio di Sam Bradford. Nella prima gara della stagione 2014, debuttò come professionista al posto dell'infortunato Shaun Hill, che a sua volta stava sostituendo Bradford come titolare, passando 192 yard e un intercetto, ma non riuscendo a guidare la squadra alla rimonta contro i Minnesota Vikings. A causa del persistere dell'infortunio di Hill, nel turno successivo Davis partì per la prima volta come titolare contro i Tampa Bay Buccaneers, guidando la squadra alla vittoria con 235 yard passate, senza touchdown e intercetti. Nella settimana 3, Austin partì alla grande passando 327 yard e 3 touchdown contro i Dallas Cowboys, salvo subire due intercetti nel finale, coi Rams che furono sconfitti malgrado si fossero trovati in vantaggio per 21-0. Dopo la settimana di pausa e altre due sconfitte in rimonta, Davis guidò i Rams a battere i Seattle Seahawks campioni in carica, completando 18 passaggi su 21 per 152 yard, 2 touchdown e un passer rating di 128,6.
Dopo una sconfitta coi Chiefs e una vittoria sui 49ers, nella settimana 10 Davis e i Rams si trovarono in vantaggio di quattro punti all'inizio dell'ultimo quarto della gara contro i Cardinals, la squadra col miglior record della lega, salvo farsi rimontare ed uscire sconfitti 31-14. Dopo quella partita, Shaun Hill tornò ad essere nominato titolare al suo posto.

### Cleveland Browns
Il 7 settembre 2015, Davis firmò con i Cleveland Browns, iniziando la stagione come terzo quarterback dietro Josh McCown e Johnny Manziel. Quest'ultimo in seguito fu retrocesso nel ruolo di terza scelta a causa di comportamenti sconvenienti e quando McCown si infortunò nel Monday Night Football della settimana 12 contro i Ravens, Davis entrò al suo posto. Completò 7 passaggi su 10, incluso il touchdown per Travis Benjamin che pareggiò la gara a 1.42 dal termine, con i Browns che uscirono però sconfitti in modo rocambolesco a tre secondi dalla conclusione. Con Manziel ancora sottoposto al provvedimento disciplinare, Davis fu nominato titolare per la gara del turno successivo, persa nettamente per 37-3 contro i Bengals, in cui passò 230 yard e subì un intercetto. Manziel iniziò come titolare le tre gare successive finché, nell'ultimo turno della stagione, fu di nuovo il turno di Davis che passò 240 yard nella sconfitta contro Pittsburgh.

### Denver Broncos
Davis firmò un contratto annuale con i Denver Broncos il 3 settembre 2016. Fu svincolato il 23 dicembre dello stesso anno.

### Seattle Seahawks
Il 5 giugno 2017, Davis firmò con i Seattle Seahawks per fungere da riserva di Russell Wilson.